# Società degli Insegnanti del Seminario di Qom
La Società degli Insegnanti del seminario di Qom (in persiano: جامعهٔ مدرسین حوزهٔ علمیهٔ قم) è un partito politico iraniano. È stato fondato nel 1961 dai principali religiosi musulmani di Qom. Erano studenti di Ayatollah Khomeini, che all'epoca viveva in esilio.